# Миллион

Визуализация миллиона

Миллио́н или (при передаче разговорного произношения и в поэзии) мильо́н (сокращённо — млн; из фр. million, от ст.-итал. millione «большая тысяча») — натуральное число, равное тысяче тысяч.

## Описание
В десятичной системе счисления изображается единицей с шестью нулями (1000000), и 106.
В Международной системе единиц (СИ) числу соответствуют приставки: 
- мега — для миллиона (106)
- микро — для одной миллионной (10−6).

## История
Древнерусское название миллиона — леодр (др.-рус. лєώдръ). «Леодр» записывался следующими способами:  или  или  или 